# Guido Sala
Guido Sala, né le 15 décembre 1928 à Lissone (à côté du circuit de Monza), et mort le 13 avril 1987, est un pilote de moto en Grand Prix et de karting italien, qui domina cette dernière discipline (alors naissante) au milieu des années 1960, essentiellement avec des engins de 100 cm3 de la marque Tecno des frères Pederzani.
Son frère Umberto et le fils de ce dernier, Oscar, s'engagèrent également dans diverses compétitions en sports mécaniques, dont deux éditions des Mille Miglia pour le père.

## Biographie
Après des débuts sur Moto Morini en 1950, Guido s'illustre en motocyclisme essentiellement entre 1952 et 1957, notamment sur MV Agusta (pilote officiel en 1954), puis avec FB Mondial. Sa meilleure saison est effectuée en 1954, avec une victoire en 125 cm3 au Grand Prix des Nations à Monza, et en terminant alors septième du championnat mondial de sa catégorie.
An début des années 1960, alors trentenaire il se tourne vers de nouveaux challenges désormais sur quatre roues, son frère Umberto ayant tout juste fondé la société Birel à Lissone dans son ancien magasin de vente d'autos et de motocyclettes, avec le soutien de Tecnokart et de Parilla pour la motorisation.
Le 17 septembre 1961, un challenge international de kart, improprement nommé « championnat du monde », oppose l'Italie aux États-Unis, alors les deux nations en pointe, sur la Pista Rossa de Milan. Sala fait partie de l'équipe transalpine équipée en engins Birel, et le jeune prodige américain Robert Allen figure parmi ses adversaires. Allen remporte la manche des 100 cm3, devant Walter Eleonori, alors que Giulio Pernigotti s'impose en 200 cm3.
Les deux titres mondiaux consécutifs de Guido Sala seront les premiers de la discipline officiellement délivrés par la Fédération internationale de l'automobile (FIA) et la Commission internationale de karting (CIK). Son premier titre de Champion du monde est obtenu en 1964 sur la « piste d'or » de Bagni di Tivoli près de Rome, grâce à une organisation due à la FIK (Fédération italienne de karting, créée en mai 1961), devant ses compatriotes Ugo Cancellieri et Oscar Costantini. Son châssis Tecno est alors propulsé par un moteur Parilla GP15. L'année suivante, toujours à Rome, le succès est encore au rendez-vous, cette fois avec un moteur BM F100, Toine Hezemans finissant troisième. L'Italie en la présence de Sala remporte aussi les troisième et quatrième Championnats d'Europe des Nations : en 1964 (épreuves à Vevey, Munich et Paris), et 1965 (épreuves à Vevey, Leidschendam et Paris). Le pays est encore vainqueur en 1966 avec Sala et son neveu Oscar, mais le leader de la Squadra Azzura est désormais une femme, Susanna Raganelli, championne du monde 1966 en individuel (l'unique récompensée à ce jour).
Guido Sala cesse la compétition en 1968 et ouvre alors à son tour un magasin de vente de motos.
Une rue porte désormais son nom à Lissone.